# Hahnia okefinokensis
Hahnia okefinokensis là một loài nhện trong họ Hahniidae.
Loài này thuộc chi Hahnia. Hahnia okefinokensis được Ralph Vary Chamberlin & Wilton Ivie miêu tả năm 1934.